# 플로렌스 터너

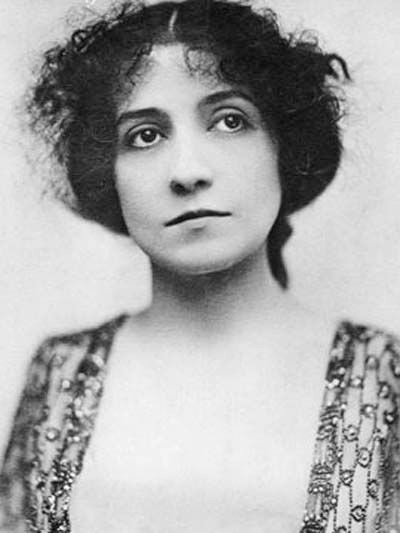

플로렌스 터너 (Florence Turner, 1885년 1월 6일 – 1946년 8월 28일)는 초기 무성 영화 에서 "바이타그래프 걸"로 알려지게 된 미국 여배우였다.
3세때 어머니에 의해 무대에 입단하였고, 1906년 Vitagraph Studio와 계약을 맺고 1907년 영화, How to Cure a Cold로 영화 배우로 데뷔하였다.
1927년이 버스터 키튼이 출연, 감독한 영화, College에서 극중 그의 어머니로 출연하기도 했다.

## 참여 작품
- 전문학교 (영화)
- 킹 오브 재즈
- 싸우잰드 치어